# Trash Boat
Trash Boat est un groupe britannique de hard rock, originaire de St Albans, en Angleterre. Il est composé de Tobi Duncan (chant), Dann Bostock (guitare rythmique, chœurs), Ryan Hyslop (guitare principale), James Grayson (basse, chœurs), et Oakley Moffatt (batterie).
En 2023, le groupe compte deux EP et trois albums studio. Look Alive est publié indépendamment en 2014, tandis que Brainwork est publié après signature chez Hopeless Records en 2015. Le premier album du groupe, Nothing I Write You Can Change What You've Been Through, sort le 17 juin 2016, le deuxième, Crown Shyness, le 20 juillet 2018, et le dernier album du groupe, Don't You Feel Amazing ?, le 13 août 2021.

## Histoire
Le groupe est formé à St Albans en 2014, tirant son nom d'un épisode de Regular Show. Le groupe sort de manière indépendante son premier EP, Look Alive, le 23 juin 2014.
Le 17 mars 2015, Trash Boat annonce sa signature chez Hopeless Records et sort un EP intitulé Brainwork le 18 mai 2015. Le 24 mai 2015, le groupe se produit au Slam Dunk Festival 2015. En août 2015, Trash Boat assure la première partie de New Found Glory lors d'une tournée en Angleterre. Le premier album du groupe, Nothing I Write You Can Change What You've Been Through, sort le 17 juin 2016. Le groupe se produit aux festivals de Reading et de Leeds en 2016. Tout au long du mois de décembre de la même année, Trash Boat assure la première partie de Beartooth lors de la tournée britannique du groupe.
Le groupe annonce son deuxième album studio, Crown Shyness, le 14 mai 2018 en même temps que le single principal Shade. L'album sort le 20 juillet, débutant à la deuxième place du Billboard Heatseekers Albums Chart.
Trash Boat sort ensuite le single Synthetic Sympathy le 29 août 2019. Le groupe reprend la chanson Given Up de Linkin Park pour la compilation Songs that Saved My Life Volume 2. En février 2021, Trash Boat sort le single He's So Good ainsi que des produits dérivés inspirés de la chanson. Les bénéfices de ces créations sont reversés à l'association caritative LGBTQ+ Youth AKT.

## Style musical
Le style musical du groupe est qualifié de pop punk,, hardcore mélodique,, skate punk, et post-hardcore,, mais plus lourd que la majorité de leurs pairs grâce à un « style plus pur et plus grinçant », à la voix brute et émotionnelle de Duncan et à leur orientation punk (plutôt que pop),. Tous les membres du groupe ont été influencés par la pop punk et les artistes punk, tandis que l'intérêt du chanteur Tobi Duncan pour le punk hardcore et le heavy metal et l'influence ska de Bostock ont également façonné le son du groupe,. Le groupe a également cité des influences de groupes tels que Have Heart, Trophy Eyes, Turnstile, La Dispute, Can't Swim, Movements, Title Fight, Misfits, Sex Pistols, Rise Against, Thrice, Blink-182, et Sum 41. Duncan a cité les poètes W. B. Yeats et Emily Brontë comme une influence majeure sur son écriture.

## Discographie

### Albums studio
- 2016 : Nothing I Write You Can Change What You've Been Through (Hopeless Records)
- 2018 : Crown Shyness (Hopeless Records)
- 2021 : Don't You Feel Amazing?  (Hopeless Records)